# The Weakness of Man
The Weakness of Man è un film muto del 1916 diretto da Barry O'Neil. La sceneggiatura di E. Lloyd Sheldon si basa su Il cadavere vivente (Живой труп, Živoj trup), e fu la prima versione cinematografica americana del lavoro teatrale di Lev Tolstoj del 1900 che era andato in scena in prima a Mosca il 23 settembre 1911. Prodotto dalla Peerless Productions, il film aveva come interpreti Holbrook Blinn, Eleanor Woodruff, Richard Wangermann, Charles Mackay, Alma Hanlon.

## Trama
Benché innamorato dell'attrice Babbie Norris, David Spencer è costretto dal padre John a sposare l'aristocratica Janice Lane. Il matrimonio si rivela però infelice e, dopo averlo sopportato per cinque anni, David, volendo farla finita, decide di suicidarsi. Giunto al fiume dove intende gettarsi, vede un cadavere galleggiare sull'acqua. Gli viene allora l'idea di mettergli i suoi vestiti, lasciandogli addosso anche i suoi documenti, così da far pensare che il morto sia lui: sarà un modo per ricominciare una nuova vita senza legami con il passato. Trovato un lavoro da operaio, David incontra nuovamente Babbie. Sempre innamorato, parte con lei per il Nord-Ovest, lasciandosi tutto alle spalle.
Il cadavere del fiume, intanto, è stato identificato e tutti credono che appartenga a David. Janice, ritenuta vedova, adesso può rifarsi una vita anche lei, sposando il dottor Stone, l'uomo che l'ha amata silenziosamente in tutti quegli anni.

## Produzione
Il film fu prodotto dalla Peerless Productions. Nel 1919, ne venne fatto un rifacimento con Atonement, film sceneggiato, prodotto e diretto da William Humphrey.

## Distribuzione
Il copyright del film, richiesto dalla World Film Corp., fu registrato il 13 luglio 1916 con il numero LU8682.
Distribuito dalla World Film e presentato da William A. Brady, il film uscì nelle sale cinematografiche statunitensi il 24 luglio 1916.
Non si conoscono copie ancora esistenti della pellicola che viene considerata presumibilmente perduta.